# Миколаївська волость (Маріупольський повіт)
Миколаївська волость — історична адміністративно-територіальна одиниця Маріупольського повіту Катеринославської губернії із центром у селі Миколаївка.
Станом на 1886 рік складалася з 7 поселень, 7 сільських громад. Населення — 10 857 осіб (5469 чоловічої статі та 5378 — жіночої), 1692 дворових господарств.
|                     | Площа, десятин | У тому числі орної, дес. |
| ------------------- | -------------- | ------------------------ |
| Сільських громад    | 30513          | 15021                    |
| Приватної власності | —              | —                        |
| Казенної власності  | 1147           | 400                      |
| Іншої власності     | —              | —                        |
| Загалом             | 24772          | 11186                    |

Поселення волості:
- Миколаївка (Ново-Миколаївка) — колишнє державне село при річці Мокра Волноваха за 75 верст від повітового міста, 2529 осіб, 362 дворових господарства, православна церква, школа, сільська в'язниця, 2 лавки, 3 ярмарки на рік.
- Валер'янівка — колишнє державне село при річці Шайтанка, 1176 осіб, 176 дворових господарств, православна церква.
- Волноваха (Бугась) — колишнє державне село при річці Мокра Волноваха, 1096 осіб, 176 дворових господарств, православна церква, лавка.
- Іванівка — колишнє державне село при балці Ярлициха, 1470 осіб, 239 дворових господарств, православна церква, лавка.
- Новотроїцьке — колишнє державне село при річці Суха Волноваха, 3192 особи, 523 дворових господарств, православна церква, 3 лавки.
- Платонівка — колишнє державне село при річці Мокра Волноваха, 925 осіб, 144 дворових господарства, православна церква, лавка.

За даними на 1908 рік у волості налічувалось 5 поселень, загальне населення — 13 718 осіб (7007 чоловічої статі та 6711 — жіночої), 1907 дворових господарств.